# Voce (Marco Ongaro)
Voce è il nono album di inediti di Marco Ongaro.
Parole e musica sono di Marco Ongaro.

## Descrizione
Nono disco del cantautore che, come lui stesso afferma, è "(...) un cd suonato interamente da me, ma senza sovra incisioni, dritto, così come se fossi in un locale a suonare la chitarra o il piano, con la voce e l'armonica a bocca come unici altri strumenti. (...) La decima traccia della raccolta s'intitola Voce. (...) Il disco "prende il titolo di una traccia, come si usa nelle raccolte di canzoni e racconti, e al contempo rappresenta simbolicamente il lavoro, improntato al testo, alla canzone spogliata degli orpelli, la voce non solitaria ma materia primaria, sostegno per la sostanza delle parole." La traccia 11 Alleluia è una traduzione di Marco Ongaro di Hallelujah di Leonard Cohen del 1984.

## Tracce
Voce:
Testi e musiche di Marco Ongaro.
1. Elena – 2:43
2. Essi vivono – 3:24
3. Bionda – 3:01
4. Costi quel che costi – 2:49 (testo: M. Ongaro – musica: Marco Ongaro e Vittorio De Scalzi)
5. Orient express – 5:43
6. Tutto relativo – 4:09
7. C'era un ragazzo ora non c'è – 2:21
8. Il verbo "Era" – 3:26
9. Cambierò – 4:07
10. Voce – 1:58
11. Alleluia – 2:27 (testo: Marco Ongaro da Leonard Cohen – musica: L. Cohen)

## Formazione
- Marco Ongaro - voce, pianoforte, chitarra, armonica a bocca